# Дерево бук, віком 150 років
Де́рево бук, ві́ком 150 ро́ків — ботанічна пам'ятка природи місцевого значення в Україні. Розташована в межах Володимирського району Волинської області, село Зоря. 
Площа 0,01 га. Статус надано згідно з розпорядженням облвиконкому № 393-р від 29.09.1975 року. Перебуває у віданні: Зорянська сільська рада. 
Статус надано для збереження одного екземпляра бука, віком 150 років, заввишки 26 м, діаметром стовбура 0,8 м. Буки — рідкість для Волинської області.